# ریوجی کاواموتو
ریوجی کاواموتو (انگلیسی: Ryoji Kawamoto؛ زادهٔ ۲۵ سپتامبر ۱۹۸۲) بازیکن فوتبال اهل ژاپن است.